# バーバラ・アリン・ウッズ
バーバラ・アリン・ウッズ（Barbara Alyn Woods、1962年3月11日 - ）は、アメリカ合衆国の女優。

## 出演作品
- デスパレートな妻たち6
- One Tree Hill シリーズ（デブラ“デブ”・スコット）
- ミクロキッズ
- 素顔のままで
- フランキー・スターライト／世界で一番素敵な恋
- 禁断のエデン／魔性の女
- グーリーズ／肉体の小悪魔
- フレッシュ・アンド・ボーン／渇いた愛のゆくえ
- インサイド・アウト／ショートＳｅｘストーリー
- ダンス・ウィズ・デス/Tバック・ストリッパー連続猟奇殺人事件　Dance with Death (1992年)
- プラグヘッド／悪魔の電脳人間